# A Werewolf Boy

A Werewolf Boy (Hangul: 늑대소년 ; RR: Neukdae Sonyeon) es una película coreana estrenada en 2012 en Corea del Sur. Sus protagonistas fueron Song Joong Ki y Park Bo Young.

## Argumento
Kim Suni, una mujer mayor que a sus 60 años vive en los EE. UU., recibe una llamada telefónica acerca de la venta de su vieja casa familiar en Corea del Sur. De regreso a su tierra natal, conoce a su nieta Eun-joo, quien conduce a la casa de campo y deciden pasar la noche ahí. Suni recuerda cómo hace 47 años cuando era una adolescente en 1965, se trasladó desde Seúl junto con su madre viuda y hermana Sun-Ja a un valle remoto para someterse a un período de convalecencia tras sufrir problemas con sus pulmones. Las Kim vivían en la pobreza y estaban a merced de su patrón arrogante y vanidoso, Ji-Tae, hijo del socio de negocios del difunto padre de Suni. Debido a su delicado estado de salud, Suni quien era una joven hermosa pero introvertida vive una vida aislada en su país de origen, sin amigos de su edad.Una noche, Suni mira destellos en la oscuridad de la parte trasera de su casa. Al día siguiente, ella descubre a un joven salvaje de unos 19 años en su patio. suni lo educa y le enseña todo lo que debe saber para comportarse.

## Reparto
- Song Joong-ki es Chul-Soo.
- Park Bo-young es Young Suni / Eun-joo.
- Yoo Yeon-seok es Ji Tae.
- Jang Young-nam es Yoo Ok Hee.
- Kim Hyang-gi es Sun-Ja.
- Lee Jun-hyeok es un oficial de la policía.
- Yoo Seung-mok es el doctor Kang Tae-shik.